# Liberation Transmission
Liberation Transmission — третий студийный альбом валлийской рок-группы Lostprophets, издан в конце июня 2006 года и стал первым альбомом группы, занявшим первое место в Британском чарте альбомов. В Billboard 200 диск занял 33 место. Альбом стал «золотым» в Великобритании, а также 94 в списке самых продаваемых альбомов 2006 года (210 000 копий).

## Об альбоме
Liberation Transmission первый альбом Lostprophets, записанный без участия Майка Чиплина. На ударных играл Джош Фриз, хотя сначала планировалось, что барабанщиком будет Трэвис Баркер. Также участие принимал и Илан Рубин — в песнях «Everybody’s Screaming!!!» и «For All These Times Son, for All These Times».
Латинская фраза на обложке «Nobis pro lemma vobis» переводится на английский примерно как «For us, for them, for you» (За нас, за них, за вас) — это строчка из песни «Burn Burn» с предыдущего альбома группы Start Something.

## Список композиций
Слова и музыка всех песен — Lostprophets.
| №   | Название                                                        | Длительность |
| --- | --------------------------------------------------------------- | ------------ |
| 1.  | «Everyday Combat»                                               | 5:11         |
| 2.  | «A Town Called Hypocrisy»                                       | 3:40         |
| 3.  | «The New Transmission»                                          | 3:33         |
| 4.  | «Rooftops (A Liberation Broadcast)»                             | 4:12         |
| 5.  | «Can't Stop, Gotta Date with Hate»                              | 3:34         |
| 6.  | «Can't Catch Tomorrow (Good Shoes Won't Save You This Time)»    | 3:36         |
| 7.  | «Everybody's Screaming!!!»                                      | 3:53         |
| 8.  | «Broken Hearts, Torn Up Letters and the Story of a Lonely Girl» | 4:04         |
| 9.  | «4:AM Forever»                                                  | 4:27         |
| 10. | «For All These Times Son, for All These Times»                  | 3:55         |
| 11. | «Heaven for the Weather, Hell for the Company»                  | 4:14         |
| 12. | «Always All Ways (Apologies, Glances and Messed Up Chances)»    | 4:25         |